# Московский институт философии, литературы и истории
Московский институт философии, литературы и истории имени Н. Г. Чернышевского (МИФЛИ, часто просто ИФЛИ) — гуманитарный вуз университетского типа, существовавший в Москве с 1931 по 1941 год. Был выделен из Московского университета, но в 1941 году снова с ним слит.

## История
В июле 1931 года на базе историко-философского отделения МГУ был создан самостоятельный Институт истории и философии (МИФИ). Ранее, в январе 1931 года кафедры факультета литературы и искусства МГУ были выведены из университета и переданы различным ведомствам. В 1933 году на их основе был организован литературный факультет (с октября 1934 года факультет литературы, искусства, языка) МИФИ, который с этого времени получил название МИФЛИ.
Сначала располагался в Большом Трубецком переулке, в 1935 году переехал на Ростокинский проезд, дом 13а.
Изначально там работали 29 профессоров, 53 доцента, 25 ассистентов и лекторов, в том числе искусствоведы М. В. Алпатов, Б. П. Денике, А. К. Дживелегов, В. Н. Лазарев, А. И. Некрасов, П. И. Новицкий, Н. И. Романов; историки и археологи А. В. Арциховский, К. В. Базилевич, С. В. Бахрушин, В. П. Волгин, И. С. Галкин, Б. Н. Граков, Ю. В. Готье, Е. А. Косминский, Н. М. Лукин, Д. М. Петрушевский, П. Ф. Преображенский, С. Д. Сказкин, М. Н. Тихомиров, С. П. Толстов, А. Д. Удальцов; филологи В. Р. Гриб, Н. К. Гудзий, Е. И. Ковальчик, Л. Е. Пинский, М. М. Покровский, Г. Н. Поспелов, А. М. Селищев, М. В. Сергиевский, С. И. Соболевский, Д. Н. Ушаков; философы М. А. Дынник, М. А. Лифшиц и И. К. Луппол.
Из состава МГУ выделен историко-философский факультет. На его базе НКП организовал самостоятельный Историко-философский институт в составе двух факультетов — исторического и философского. Директором института назначен бывший декан историко-философского факультета МГУ профессор С. М. Моносов. К моменту выделения на историко-философском факультете работали 29 профессоров, 53 доцента, 25 ассистентов и лекторов, 32 аспиранта и 230 студентов. Они составили основу нового института. (Архив МГУ, ф. 1, оп. МГУ, ед. хр. 8, Приказ МГУ № 99, 8.07.31, Приказ НКП РСФСР № 202, 3.07.31 …)
Существовала расхожая шуточная расшифровка аббревиатуры — «Институт флирта и любовных интриг».
Из-за своего местоположения назывался также «Лицей в Сокольниках». В МИФЛИ учились Константин Симонов, Александр Солженицын (заочно), Александр Твардовский, Юрий Левитанский и т. д.
…гениев на квадратном метре
полезной площади было больше, чем в любом другом вузе… …поэты бродили косяками…Владимир Кардин.
В декабре 1941 года все факультеты МИФЛИ вошли в состав МГУ в столице Туркменской ССР — Ашхабаде, куда в октябре-ноябре 1941 года, во время Великой Отечественной войны (1941–1945), оба вуза были эвакуированы, в результате чего был образован филологический факультет МГУ.

## Директора
- 1931—1932 — Сергей Михайлович Моносов
- 1932—1934 — Михаил Георгиевич Смирнов[5]
- 1934—1935 — Абрам Григорьевич Пригожин
- 1935 — исполняющий обязанности М. И. Суслин
- 1935—1940 — Анна Самойловна Карпова (Лувищук)[6].
- февраль 1940 — декабрь 1941 — Асеев Александр Иванович
- 1941 — исполняющий обязанности Илья Саввич Галкин